# Festival international de percussions
Le Festival international de percussions (F.I.P) était un festival de percussions et de danses qui se déroulait au mois de juillet. Il est né en 2002 à Venise-en-Québec et, de 2003 à 2014, il a eu lieu à Longueuil. En 2015, il déménage dans le Vieux-Montréal et au Vieux-Port de Montréal. En 2016, il s'installe dans l'arrondissement de Verdun pour sa quinzième édition,. Cependant cette édition 2016 a été perturbée par le mauvais temps et la concurrence d'autres événements et le festival n'est pas revenu en 2017.
Le Festival international de percussions (FIP), seul festival de percussions au Québec, avait pour objectif premier de faire évoluer la perception du public à l'égard des percussions. Un pays différent était mis en vedette chaque année, à travers ses danses percussives et les sons harmonieux de ses instruments de percussions. Le festival intégrait également la gastronomie et l’art.
Il a présenté annuellement plus de 500 artistes locaux et internationaux et, lors de son édition 2014, attiré près de 257 000 festivaliers[réf. souhaitée].

## Description
Le Festival international de percussions a changé de thématique tous les ans. Il disposait d'une couverture médiatique importante localement et internationalement. Le public était invité à participer activement aux spectacles au moyen d'instruments de percussions mis à leur disposition.

## Fondation
Gilbert Lucu et France Cadieux, les fondateurs du FIP, ont été introduits à l’art des percussions par l’intérêt que portaient leurs enfants pour ce type de musique. Ils ont décelé le potentiel d’attraction d’un événement culturel axé sur les percussions. Pour démontrer leur ferme intention d'en faire un événement permanent, les promoteurs ont obtenu les lettres patentes créant officiellement en 2002 le F.I.P. : Festival international de percussions.

## Historique
- Édition 2002 : La première édition du Festival est présentée à Venise-en-Québec, en Montérégie et attire 1 500 spectateurs
  - Porte-parole : Raôul Duguay (auteur-compositeur-interprète, écrivain et poète).
- Édition 2003 : du 4 au 6 juillet – Première édition du Festival à Longueuil – 3 500 visiteurs
  - Le F.I.P. accueille 3 500 personnes sur le terrain du Parc Marie-Victorin pour assister et participer à l'événement.
  - Porte-parole : Alain Jean-Marie (animateur radio, comédien).
- Édition 2004 : du 16 au 18 juillet - Première édition sur la rue Saint-Charles - 22 500 visiteurs en 3 jours de spectacles de danse et de musique
  - Plus d’une soixantaine de festivaliers ont participé au défilé carnavalesque.
  - Porte-parole : Robert Dethier (musicien percussionniste).
- Édition 2005 : du 14 au 16 juillet – 40 000 visiteurs
  - Le Festival s’établit définitivement sur la rue Saint-Charles. Il devient le plus grand festival de musique et de danse de la Montérégie. Plus de 250 personnes participent au défilé carnavalesque. Plus de dix écoles de danse et de musique de la région se joignent au Festival et une troisième scène est ajoutée. Les artistes peintres de la région et les commerçants de la rue St-Charles s’impliquent dans l’événement.
  - Porte-parole : Francesca Gagnon (interprète, « Alegria, cirque du soleil »).
- Édition 2006 : du 13 au 15 juillet – 50 000 visiteurs
  - En tant que festival participatif, des ateliers éducatifs de musique sont mis en place.
  - Porte -parole : Luc Boivin (directeur musical, musicien percussionniste, Belle et Bum et autres grands projets).
- Édition 2007 : du 12 au 15 juillet - 50 000 visiteurs – Thème : Le Brésil
  - Le Festival passe de 3 à 4 jours et ajoute une journée familiale. Le F.I.P propose davantage d’ateliers de musique et met en place des ateliers de danse.
  - Porte-parole : Bïa (auteure-compositrice-interprète).
- Édition 2008 : du 10 au 13 juillet - 52 500 visiteurs – Thème : Cuba
  - La 7e édition du Festival est sous l’égide de Loto-Québec. Le Festival diversifie largement ses ateliers et propose des cours de salsa, de merengue, de bachata, de danse africaine, de gumboot et de baladi.
  - Porte-parole : Martin Deschamps (auteur-compositeur-interprète).
- Édition 2009 : du 16 au 19 juillet - 100 000 festivaliers – Thème : La Guadeloupe
  - L'achalandage du Festival double pour cette huitième édition. Le Festival ajoute l'art de la peinture à celui de la musique ; durant le spectacle de Luck Mervil, le peintre guadeloupéen Joël Nankin a réalisé une peinture inspirée par la musique sous les yeux du public. Pour accentuer son axe culturel, un film documentaire sur le gwoka et son importance dans l’histoire et la culture guadeloupéenne est diffusé sur la scène principale. La participation de plus de 70 guadeloupéens accentue l'envergure internationale du Festival.
  - Porte-parole : Luck Mervil (auteur-compositeur-interprète, comédien et écrivain)[7].
- Édition 2010 : du 15 au 18 juillet - 125 000 festivaliers[8] – Thème : L’Espagne
  - Le Festival est devenu un événement qui compte dans le paysage culturel de la région Montréalaise. Plus de 20 artistes espagnols sont présents dont le peintre de renommée internationale, Jorge Colomina, connu pour son style entre figuration et abstraction. Le Festival a accueille pour la première fois au Canada, l’exposition extérieure internationale « Paseo del Arte » qui regroupe neuf reproductions d’œuvres de grands maîtres dont la plupart sont espagnols (Picasso, Salvador Dalí, Vélasquez).
  - Porte-parole : Mélissa Lavergne (percussionniste-musicienne)[9].
  - Un Festival éco-responsable - En 2010, les organisateurs décident de sensibiliser les festivaliers aux problématiques éco environnementales. Dans le cadre de son « Mouvement Virage Vert », différentes actions ont été mises en place durant l’événement tel que : les contenants écoresponsables, tri sélectif des déchets, équipes de bénévoles verts (sensibilisation) et présence du consortium écologique, véhicules électriques, utilisation de matériaux de récupération, action auprès des commerçants médiatisation de l’action.
- Édition 2011 : du 13 au 17 juillet – 184 000 festivaliers – Thème : les 10 ans du Festival
  - La programmation s’est étendue à 5 jours. Quatre pays à l’honneur pour cette édition exceptionnelle, le Brésil, Cuba, l’Espagne et la Guadeloupe. Lancement de la zone payante regroupant de nombreux spectacles et activités. Le spectacle d’ouverture a réuni tous les porte-paroles des éditions précédentes pour la rétrospective de neuf années de rythmes percussifs. Au cours du Festival, 700 artistes sont montés sur les diverses scènes. L’Orchestre symphonique de Longueuil a offert un concert singulier, il a joué la musique des feux d’artifice de l’Australie qui étaient présentés simultanément à la Rothonde.
  - Porte-parole : Normand Brathwaite[10].
- Édition 2012 : du 10 au 15 juillet – 200 000 festivaliers – Thème : le Mexique et le monde Maya
  - Cette édition présente des nouveautés pour le festival avec pour la première fois 6 jours d'activités et la mise en place d'une structure qui recouvre l'Hôte Zone. Cette année, elle représente un temple Maya et a permis au festival de remporter une nouvelle fois le grand Prix du Tourisme de la Montérégie, dans la catégorie Festivals et événements touristiques.  La culture du monde Maya a largement été mise en avant avec la venue de nombreux artistes mexicains à l'image de Sak Beh K'Aay, Yohualichan, Mamselle, Yohualicha, Wamazon ainsi que des conférences, expositions et sans oublier le grand bal Mexicain. Cette édition a permis pour la première fois de franchir la barre des 200 000 festivaliers.
  - Porte-parole : Mélissa Lavergne (percussionniste-musicienne)[9]
- Édition 2013 : du 9 au 14 juillet – 225 000 festivaliers – Thème : L'Australie - Sur la route de L'Australie et des rythmes de l'Océanie
  - Pour cette 12e  édition, le Festival International de Percussions nous a offert 6 jours de pur bonheur sur le thème de l’Australie et des rythmes de l’Océanie. Grâce à ses engagements, le Festival a été récompensé en étant finaliste de la catégorie matières résiduelles du concours « LES VIVATS ». Un événement éco-responsable que le Festival s’engage tous les ans à le respecter.
  - Porte-parole : Mélissa Lavergne (percussionniste-musicienne)[9]
- Édition 2014 : du 6 au 13 juillet - 257 000 festivaliers  - Thème : le Japon - Au cœur des rythmes du Japon !
  - L'édition de 2014 a été présenté sur 8 jours, soit deux de plus que l'édition précédente et a comme thème la culture japonaise. Pour ses engagements, le FIP a gagné le prix du Jury "Mention spéciale" de Tourisme Montérégie, également le Festival a été récompensé en étant finaliste de la catégorie Grand Vivat du concours  « LES VIVATS ». Le Festival a mis en place des bracelets-souvenirs pour assister à un grand choix d'activités pendant les festivités.
  - Président d'honneur : Docteur Richard Béliveau
  - Ambassadrice : Mélissa Lavergne (percussionniste-musicienne)
  - Ambassadeur : Mikio Owaki (taikoiste, membre du groupe Arashi Daïko)
- Édition 2015 : du 3 au 12 juillet - Thème : La France accoste à Montréal aux rythmes des percussions!
  - Ambassadrice : Mélissa Lavergne (percussionniste-musicienne)
  - Scènes et activités
    - Les Scènes intérieures : au Marché Bonsecours (salle Vieux-Montréal), à la chapelle Notre-Dame-du-Bon-Secours et dans certains bars du Vieux-Montréal. Au Marché-Bonsecours (salle de la Commune), exposition sur la France et classes de maîtres.
    - Au quai Jacques-Cartier (Vieux-port de Montréal), animations, activités et spectacles, ainsi que le Pavillon France. Scène principale Loto-Québec, scène Mondiale, et scène des Découvertes. Ateliers de danse, de musique et de fabrication.
- Édition 2016 : du 2 au 10 juillet - Thème : Pot-pourri de tous les pays que le festival a représenté dans le passé.
  - Porte-parole: Lynda Thalie
  - Les lieux utilisés pour le festival sont les berges de Verdun, le parc Arthur-Therrien et le toit du stationnement étagé de la rue Éthel. Une exposition est tenue à l’intérieur de l’Auditorium de Verdun[2].

## Récompenses
- 2007 - 2008 - 2010 - 2013 : Grand Prix du Tourisme de la Montérégie, dans la catégorie Festivals et événements touristiques
- 2009 : Grand Prix Événement culturel du Gala de la Culture de Longueuil
- 2010 : Prix Coup d'Éclat dans la catégorie « Campagne promotionnelle des actions responsables »
- 2011 : Prix d'Excellence touristique de la Montérégie Desjardins
- 2014 : Grand Prix du Tourisme de la Montérégie, dans la catégorie Mention Spéciale